# Gesta Dei per Francos
La Gesta Dei per Francos, en francès que significa 'L'heroïcitat de Déu per mitjà del poble Franc' és un text medieval escrit entre 1107 i 1108. on es narra la Primera Croada i que es atribuida a Guibert de Nogent, abat del monestir de Nogent-sous-Coucy.
Tradicionalment no ha estat ben rebuda pels estudiosos, però traductors i editors recents (com Levine 1997i Rubenstein 2002) han demostrat que conté material original important.
Gesta dei no era només una narració històrica sinó que contenia una instrucció moral; el lector podria aprendre lliçons per a la seva pròpia recerca espiritual. També contenia elements de profecia, discutint com la croada formava part del pla diví més ampli. Així doncs, era una obra d'al·legoria medieval que contenia els quatre elements de l'al·legoria: literal, tipològic, moral i anagògic. Igual que la Bíblia, funcionava alhora a diferents nivells.